# Religia Urartu

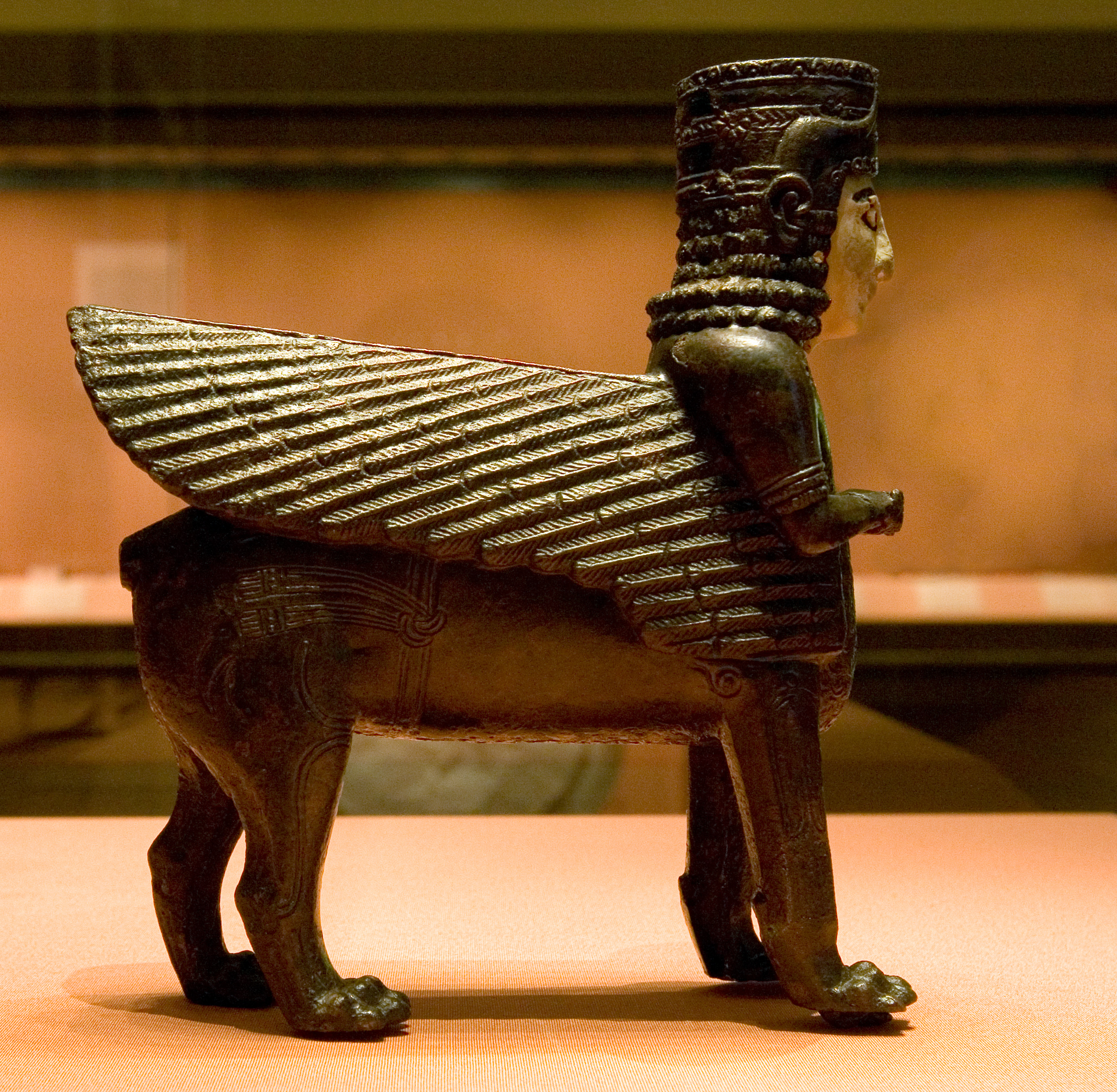
Bóstwo urartyjskie. Rzeźba wykonana z brązu, została odkryta na wzgórzu Toprakkale, przechowywana jest w Ermitażu

Religia Urartu – przyjęty w starożytnym, istniejącym od VIII do VI wieku p.n.e., państwie Urartu system wierzeń. Był typowym dla bliskowschodnich państw despotycznych. Religia Urartu miała charakter politeistyczny i wywodziła się z wcześniejszych wierzeń Mezopotamii i Anatolii. Podobnie jak w innych wierzeniach starożytnego Wschodu, w Urartu istniał panteon bóstw, patronujących różnym zjawiskom. Naczelnym bóstwem był Chaldi. Światy ludzi i bogów łączyły się za pośrednictwem rytualnych ofiar. Religia Urartu wchłonęła charakterystyczne dla starożytnego Wschodu motywy drzewa życia, węża, uskrzydlonej tarczy słonecznej. Na tle wierzeń Mezopotamii Urartu wyróżniało się wysokim poziomem tolerancji religijnej, co było uwarunkowane wielonarodowością państwa.

## Źródła do badań nad religią Urartu

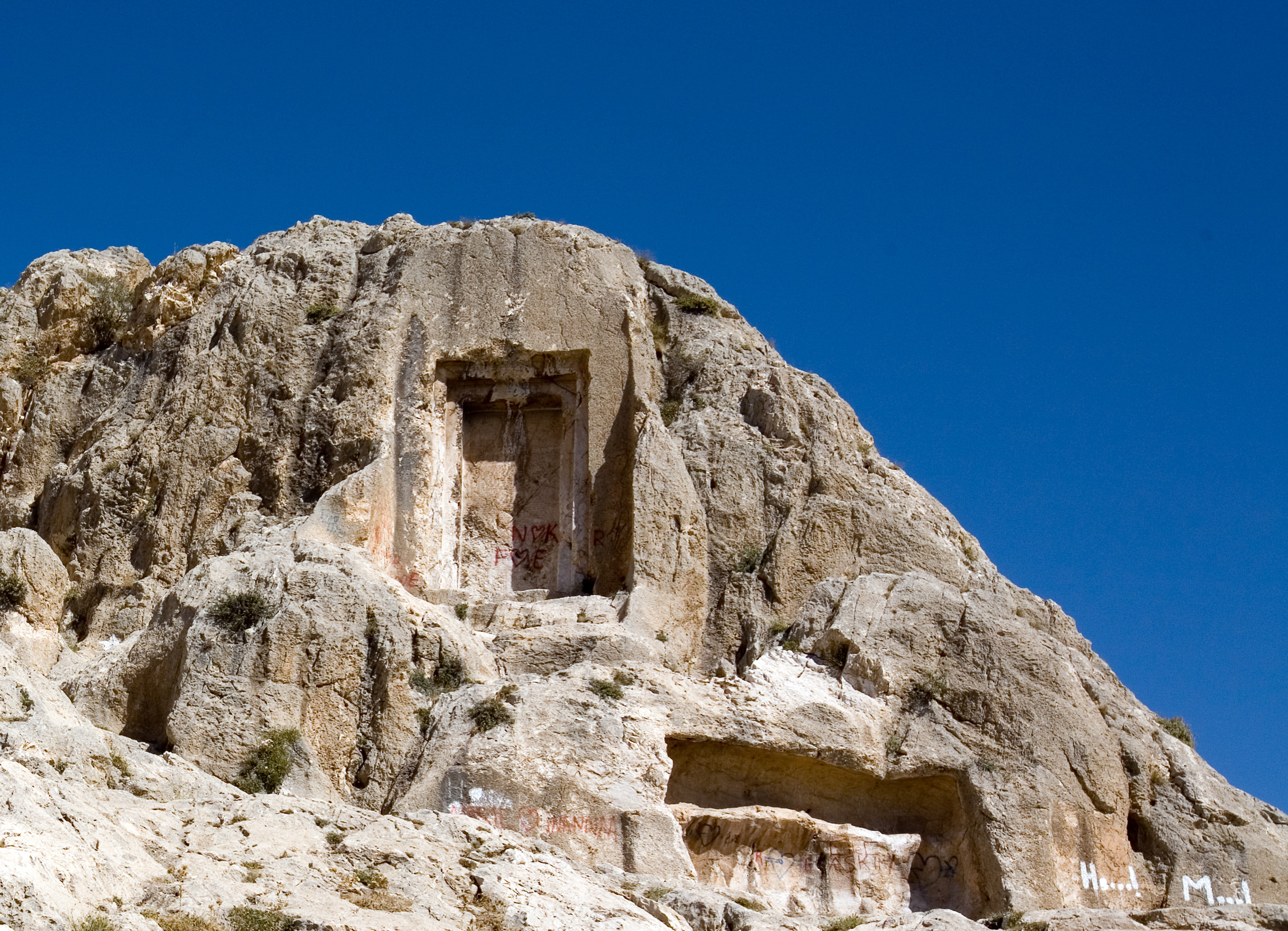
„Brama boga”, wcześniej nazywana „bramą Mhera”

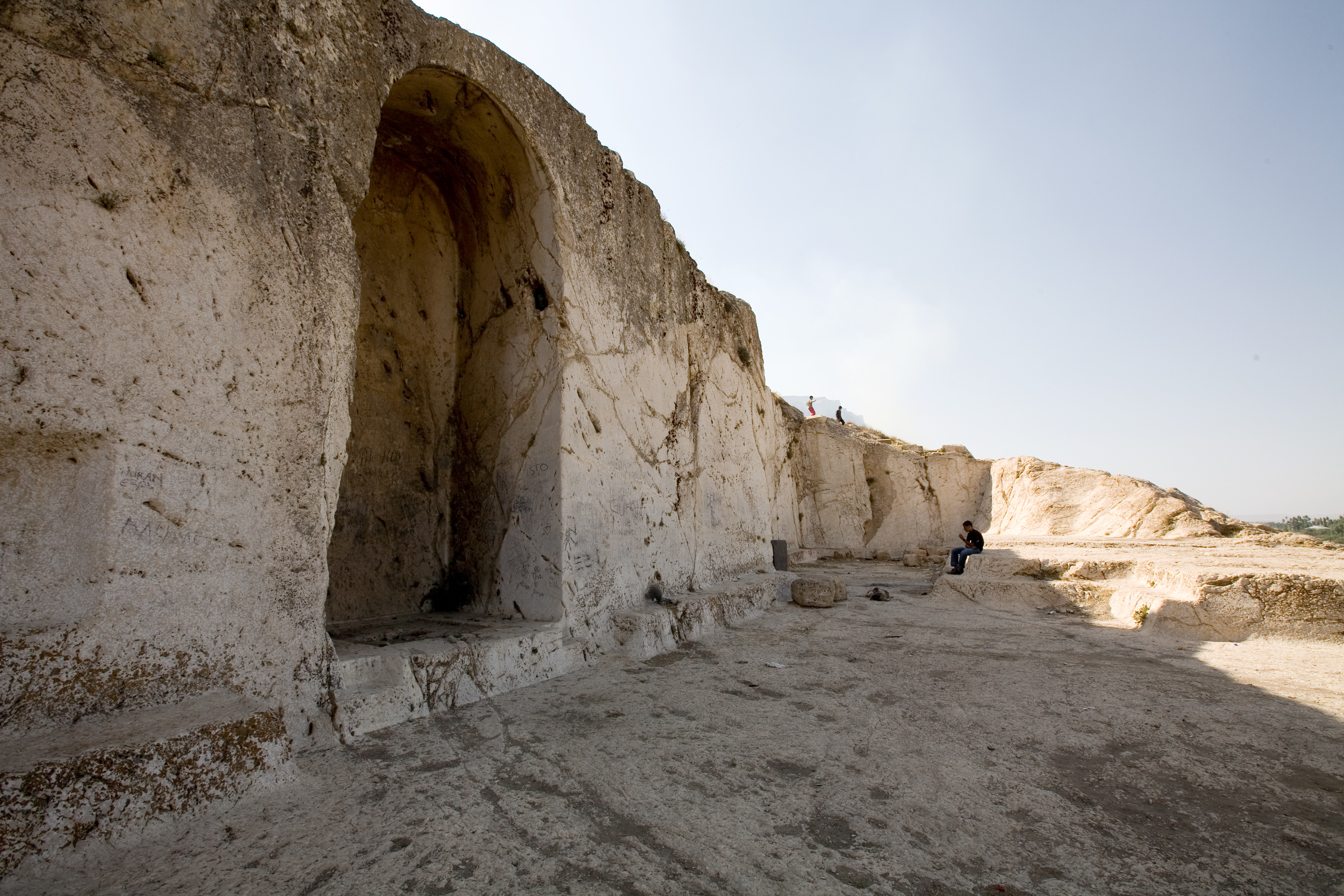
Plac w Tuszpie, gdzie składano ofiary

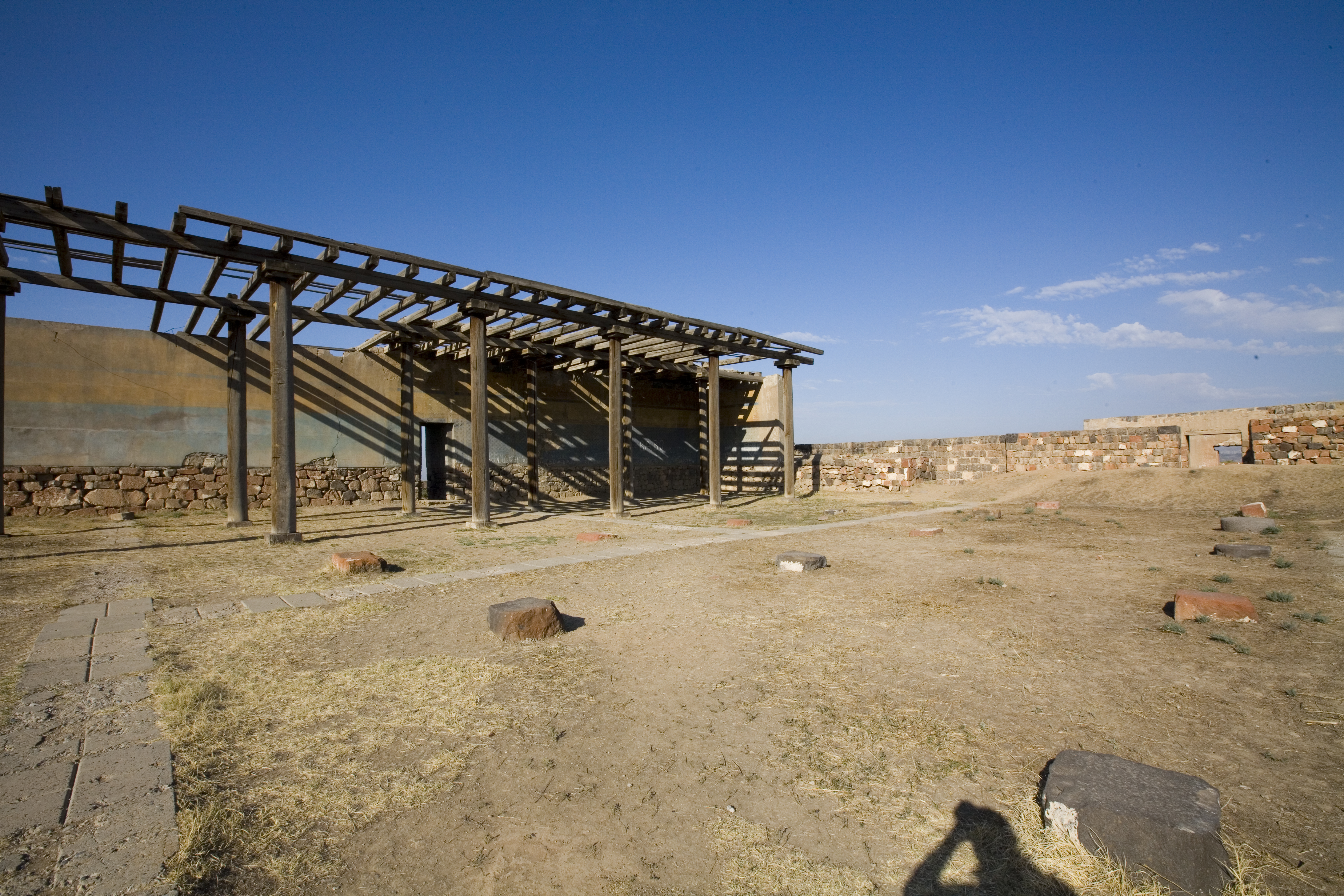
Zrekonstruowana ściana świątyni Chaldiego w Erebuni z freskami i perystylem

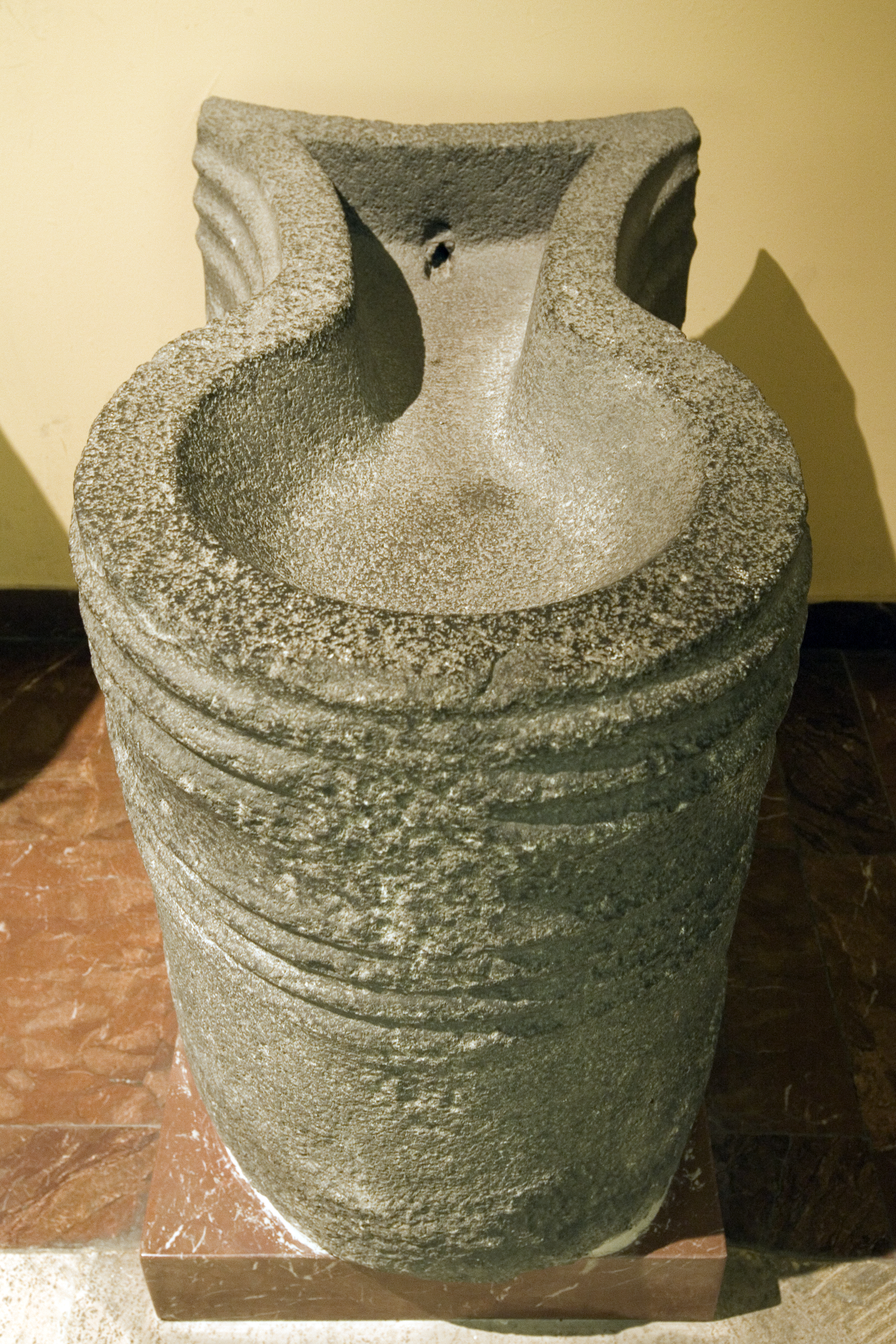
Ołtarz ze świątyni Chaldiego w Rusahinili, przechowywany jest w Muzeum Archeologicznym w Stambule

Źródeł do badań nad religią Urartu jest niewiele. Naukowcy dysponują ograniczoną liczbą dokumentów, które opisują rytuały i system wierzeń Urartyjczyków. Unikatowym źródłem pisanym jest tekst, ułożony za panowania króla Iszpuini i wyryty na skale w pobliżu Toprakkale. Tekst został umieszczony przy „bramie boga”, nazywanej współcześnie „drzwiami Mhera”. Brama jest prostokątnym, płytkim, potrójnie obramowanym wgłębieniem w skale. Według wierzeń starożytnego Wschodu te trzy poziomy symbolizowały potrójne drzwi, przez które bóstwa mogły wychodzić z głębi skały.
Tekst przy bramie został odkryty w 1916 roku przez Iosifa Orbelego podczas prac rosyjskiej ekspedycji archeologicznej. Napis okazał się spisem wszystkich bóstw urartyjskich. Podczas wykopalisk w Ajanisie, gdzie odkryto twierdzę czasów Rusy II, został znaleziony dokument z opisem rytuału ofiarnego dla bóstwa Chaldiego. Badacze dysponują również odpisami zawierającymi odwołania do Chaldiego: „Imieniem boga Chaldiego ja, król Urartu, spichlerz ten zbudowałem...”. Takie formuły zawierają niektóre źródła pisane oraz nieliczne zachowane przedmioty kultury materialnej z wizerunkami bóstw lub przedstawieniami rytuałów religijnych. Nie odkryto dotychczas żadnych tekstów mitologicznych, modlitw, magicznych zaklęć.
Urartyjskie praktyki religijne były zbliżone do asyryjskich i hetyckich. Okoliczność ta ułatwia badaczom zrozumienie niektórych symboli wierzeń Urartu.

## Rozwój religii urartyjskiej
Elementy religii starożytnego Wschodu prawdopodobnie dotarły na Wyżynę Armeńską przed powstaniem państwa Urartu. Pod koniec drugiego tysiąclecia p.n.e. Urartyjczycy migrowali zza rzeki Rewanduz w Azerbejdżanie Zachodnim w kierunku zachodnim. Zaadaptowany przez nich mezopotamski system wierzeń stał się zalążkiem religii Urartu. Wierzenia zamieszkałych na Wyżynie Armeńskiej po upadku Mitanni Hurytów wywodziły się przypuszczalnie również z Międzyrzecza. Według teorii B. B. Piotrowskiego religie Urartyjczyków i Hurytów wzajemnie się przenikały. Natomiast Igor Djakonow wskazywał jedynie na podobieństwa dwóch bóstw: Tejszeby i Teszuba. Według niego panteony bóstw obu narodów były różne, mimo że obie te nacje były ze sobą spokrewnione. Wpływ na wierzenia Urartyjczyków miały – za pośrednictwem Hurytów – wierzenia Hetytów, których panteon miał wspólne elementy z religiami mezopotamskimi. Z tej mieszanki wierzeń bliskowschodnich wyłoniły się religia i panteon bóstw Urartu.
Powstanie i rozwój państwowości urartyjskiej stały się główną przyczyną stworzenia kanonu wierzeń religijnych. Podobnie ewolucja wierzeń przebiegała w państwach despotycznych starożytnego Wschodu. Religia państwowa była w rękach władcy dodatkowym narzędziem do kontrolowania poddanych. Proces krystalizacji systemu wierzeń Urartu zakończył się za panowania Iszpuini, który dołączył do państwa Musasir, ośrodek kultu Chaldiego. Miasto to położone było na wschód od jeziora Wan. Stąd zaczęła się ekspansja Urartyjczyków na Zachód. Za Iszpuini w piśmiennictwie urartyjskim zaczęto do imienia króla dodawać formułę „W imieniu boga Chaldiego...”.
W okresie Iszpuini przy "bramie Mhera" został wyryty kompletny spis bóstw urartyjskich z informacją o liczbie składanych im w ofierze zwierząt. Za panowania Menui, Argisztiego I, Sarduriego II i Rusy I, to jest w okresie największego rozkwitu państwa, w Urartu wznoszono liczne świątynie, których większość poświęcona była Chaldiemu. Regularnie w wielu miastach urartyjskich przeprowadzano uroczystości religijne i składano rytualne ofiary.
W 714 roku p.n.e. armia urartyjska poniosła klęskę z rąk Asyryjczyków pod dowództwem Sargona II. Rusa I ukrył się za murami Tuszpy, a Sargon II dokonał manewru, w wyniku którego zdobył i zburzył Musasir. Główna świątynia Chaldiego została splądrowana, a statua bóstwa zabrana do Asyrii. Rok 714 p.n.e. okazał się przełomowy zarówno dla państwowości Urartu, jak i jego religii. Mimo że udało się wykupić statuę bóstwa, nie przywrócono dawnej pozycji Chaldiemu. Za panowania Rusy II, gdy Urartu na krótki czas odzyskało dawną potęgę, przy wznoszeniu nowych świątyń nie dawano przewagi Chaldiego nad innymi bóstwami. W ostatnim okresie istnienia osłabionego Urartu często wznoszono modły i składano ofiary Tejszebie, asyryjskiemu Aszurowi i babilońskiemu Mardukowi. Przypuszczalnie przeniesienie stolicy do Tejszebaini miało, oprócz politycznego, także podłoże religijne. Tejszebaini było ośrodkiem kultu Tejszeby, w którym pokładano nadzieje na odrodzenie państwa.

## Mitologia Urartu

### Panteon bóstw Urartu
Struktura panteonu bóstw Urartu miała wspólne cechy z religią Mezopotamii, częściowo za pośrednictwem Asyrii, częściowo – Hurytów. Jedynie naczelne bóstwo Chaldi pozostało urartyjskie. W piśmiennictwie urartyjskim imiona Tejszeby i Sziwiniego zapisywane były za pomocą asyryjskich ideogramów, które w Asyrii odpowiadały Adadowi i Szamaszowi. Imię Chaldiego natomiast miało zapis fonetyczny. Znane religijne rytuały, w tym składanie ofiar, również miały pochodzenie mezopotamskie.
Bóstwa urartyjskie były antropomorficzne, jednak zachowały niektóre elementy zoomorficzne: do najczęściej spotykanych atrybutów zwierzęcych należały rogi i skrzydła. Osobne miejsce w panteonie bóstw Urartu zajmowały hipostazy Chaldiego. Niektóre bóstwa miały naturę totemów, na przykład bogowie gór, szlaków, jaskiń. Bóstwa męskie zajmowały wyższą pozycję w panteonie niż kobiece. W spisie Iszpuini bóstwa męskie zostały wpisane na pierwsze 63 pozycje spośród 79.
Niektórzy badacze Urartu głosili pogląd o przynależności każdego bóstwa urartyjskiego do poszczególnych szczytów Wyżyny Armeńskiej.

### Naczelne bóstwa Urartu
Do naczelnych bogów panteonu Urartu należeli Chaldi, Tejszeba i Sziwini wraz z małżonkami – odpowiednio Arubaini, Chubą i Tuszpueą. Podczas opisów udanych wypraw wojennych królowie urartyjscy powoływali się na te trzy bóstwa, na przykład Argiszti I umieścił modlitwę w czwartej kolumnie rocznika chorchorskiego, wyrytego na Skale Wan w Tuszpie:
„...Na trzeci dzień zebrałem wojów i wzniosłem modlitwy do Chaldiego, władcy, do boga Tejszeby, do boga Sziwiniego, do wszystkich bogów krainy Biajnili o to, czego pragnąłem dokonać na chwałę pańską; wysłuchali mojej prośby bogowie. Wystąpiłem w pochód na krainę Urme, podbiłem krainę Urme...
Prośby o pomoc w walkach były prawdopodobnie najważniejszym aspektem w relacjach między władcami a bogami. Według wierzeń Chaldi był główną siłą, która przyczyniała się do zwycięstwa. Z Chaldim łączono święty ogień, jego świątynie nazywano „domem broni”, „domem tarczy”. Inną formą uczczenia bóstw naczelnych była formuła, kończąca inskrypcje na stelach i skałach:
„[Jeżeli] ktoś ten napis zniszczy, [albo] ktoś go stłucze, [albo] ktoś kogokolwiek zmusi dokonać takich czynów, [...], [to] niech zniszczą [go] bogowie Chaldi, Tejszeba, Sziwini, wszyscy jego bogowie pod słońcem”.
Chaldi
Chaldi był naczelnym bóstwem panteonu urartyjskiego. Jako jedyny miał pochodzenie urartyjskie. Etymologia jego imienia pozostaje niejasna. Prawdopodobnie oznacza "niebo", ponieważ takie znaczenie ma słowo hal w językach północno-wschodniokaukaskich, z którymi języki huro-urartyjskie są spokrewnione. W tym przypadku imię "Chaldi" mogło oznaczać "niebieski". Badania z końca XX wieku nad językami huro-urartyjskimi nie potwierdzają tej hipotezy. Ośrodkiem kultu Chaldiego było miasto Musasir, położone obecnie w prowincji Azerbejdżan Zachodni w Iranie.
Tejszeba
Tejszeba zajmował drugie po Chaldim miejsce w hierarchii panteonu bóstw urartyjskich. Jego symbolem był byk; niekiedy przedstawiano go dosiadającego lwa. Tejszeba miał dużo wspólnych cech z asyryjskim bogiem Adadem. W piśmie klinowym Urartu imię boga zapisywane było za pomocą asyryjskiego ideogramu. Zarówno imię, jak i atrybuty Tejszeby nawiązują również do huryckiego Teszuba. Istnieje hipoteza, że Tejszeba został zapożyczony przez Urartyjczyków z Mezopotamii za pośrednictwem Hetytów. Miasto Tejszebaini, położone na wzniesieniu Karmir Blur, zostało nazwane na cześć Tejszeby.
Sziwini
Sziwini był trzecim głównym bóstwem Urartu. Jego atrybutem była uskrzydlona tarcza. Sziwini odpowiadał asyryjskiemu Szamaszowi; w piśmie klinowym Urartu jego imię było zapisywane za pomocą asyryjskiego ideogramu. Prawdopodobnie ośrodkiem kultu Sziwiniego była urartyjska stolica Tuszpa.
Inne bóstwa Urartu
W skład panteonu Urartu wchodziły również bóstwa żeńskie, którym przewodziły małżonki bogów naczelnych – Arubaini, Chuba, Tuszpuea. Ponadto, do bardziej znaczących bogów należeli: Szelardi – bóstwo lunarne, które odpowiadało mezopotamskiemu Sinowi, oraz Tsinuardi, mająca wspólne cechy z Isztar. Bóstwa w spisie Iszpuini zostały pogrupowane ze względu na płeć i ponieważ na początku listy umieszczono bóstwa męskie, pozwoliło to badaczom określić płeć Szebitu, którego początkowo próbowano utożsamiać z boginią babilońską Sabitu. Na liście bóstw urartyjskich występują także bóstwa totemiczne oraz liczne hipostazy Chaldiego.

### Elementy mitologii
Piśmiennictwo urartyjskie prawie nie zawiera wzmianek o mitologii Urartu. Niektóre postacie mitologiczne są przedstawione na przedmiotach kultury materialnej. Są to między innymi wizerunki drzewa życia, węża, gryfa i uskrzydlonej tarczy. Podobne elementy mitologiczne występowały w państwach sąsiadujących z Urartu, dlatego naukowcy przypuszczają, że rytuały religijne związane z nimi były podobne.
Motywy drzewa życia i węża
Wizerunki drzewa życia widnieją na odkrytych w Tuszpie pieczęciach. Przedstawione zostały na nich postacie kłaniające się drzewu. Na niektórych pieczęciach ludzie trzymają naczynia z wodą. Drzewo życia występowało również wraz z symbolami astralnymi – księżycem i gwiazdami. Motyw drzewa, używany jako ornament, był także popularnym tematem malowideł ściennych.
Gryfy i anioły
Zachowały się urartyjskie zabytki kultury materialnej z wizerunkami postaci ze skrzydłami. Badacze przypuszczają, iż pojawienie się tego typu istot jest związane z procesem antropomorfizacji bóstw Urartu. Pojawienie się w mitologii urartyjskiej uskrzydlonych postaci było rezultatem stopniowej transformacji bóstw zoomorficznych epoki kamiennej w antropomorficzne. Na etapie przemiany bóstwom nadawano cechy zoomorficzne, na przykład dodawano skrzydła lub towarzyszące im zwierzę-symbol.
Uskrzydlona tarcza
Motyw uskrzydlonej tarczy był upowszechniony w cywilizacjach starożytnego Egiptu, Mezopotamii oraz państwa hetyckiego. Tarcza była symbolem bóstwa solarnego – Sziwiniego. Urartyjski symbol nie zawierał szczegółów, jakie występowały na tarczach mezopotamskich i egipskich. Styl tarczy urartyjskiej był zbliżony do hetyckiego. Rytuały, w których była używana, przypominały kult asyryjski.

## Kult religijny
Kult bóstw urartyjskich przejawiał się głównie w rytuałach składania ofiar. Odbywały się one zarówno na otwartej przestrzeni, jak i w świątyniach. Zgodnie z kanonem Iszpuini na ofiary przeznaczano woły, krowy i owce. Liczba ich zależała od rangi bóstwa: od jednej owcy dla bogini Barzii, do 17 wołów i 34 owiec dla Chaldiego. W Tuszpie na Skale Wan do składania ofiar był przeznaczony plac opatrzony w kanały do odprowadzania krwi zabijanych zwierząt. Podobne place zostały odkryte w innych miastach.
Za panowania Argisztiego I, Sarduriego II, Argisztiego II i Rusy II do Urartu zostały przyłączone nowe obszary na zachodzie i wschodzie, czego rezultatem było urozmaicenie urartyjskich praktyk religijnych. Źródła pisane z okresu rządów Rusy II zawierają opisy składania ofiar niepodobne do tych z kanonu Iszpuini. Ofiary składano z bardzo młodych zwierząt. Ich wiek średnio wynosił dwa dni. Rytuał zabijania odbywał się w świątyni. Podczas wykopalisk na Karmir Blur znaleziono prochy ponad czterech tysięcy zwierząt. Badania wykazały, że część z nich została zabita tuż po urodzeniu.
Podczas wykopalisk na Toprakkale niemiecka ekspedycja archeologów odkryła ołtarz ofiarny, przy którym oprócz kości zwierząt znajdowały się kości złożonych w ofierze ludzi. Ślady ofiar ludzkich znaleziono także w Bastamie, twierdzy okresu panowania Rusy II. Podczas wykopalisk w twierdzy Ajanis została znaleziona gliniana tabliczka, zawierająca opis rytualnego mordu chłopca na cześć Chaldiego.

### Świątynie Urartu
Świątynie urartyjskie były niewielkich rozmiarów. Główną część ich wystroju stanowiła bogato zdobiona i nieprzydatna do użycia na polu walki zbroja wykonana z miedzi, brązu i szlachetnych metali. Od końca VIII wieku p.n.e. broń z brązu była prawie nieużywana. Zastąpiła ją broń żelazna. Starą z brązu Urartyjczycy składali w darze bóstwom. Zgodnie z rocznikami Sargona II jego wojsko podczas plądrowania największej świątyni urartyjskiej w Musasirze zagrabiło ponad sto ton miedzi, dwadzieścia pięć tarcz, półtora tysiąca włóczni i ponad trzysta tysięcy mieczy i kindżałów z miedzi i brązu. Świątynia w Musasirze wyróżniała się na tle innych swoją architekturą i wystrojem wnętrza. Według relacji Asyryjczyków w 714 roku p.n.e. z jej skarbców zostało wywiezione około dwóch ton złota i dziesięć ton srebra w postaci bryłek i ozdób. Ponadto z przybytku zostało wyprowadzone bydło przeznaczone na ofiary. Roczniki asyryjskie Sargona II nie zawierają informacji na temat wyrobów żelaznych, które znajdowałyby się w świątyni w Musasirze. Dlatego naukowcy przypuszczają, że w Urartu istniał zakaz wnoszenia przedmiotów z żelaza do świątyń, podobnie jak do przybytków w Mezopotamii i Judei.

## Magiczne rytuały Urartu

### Obrzędy pogrzebowe

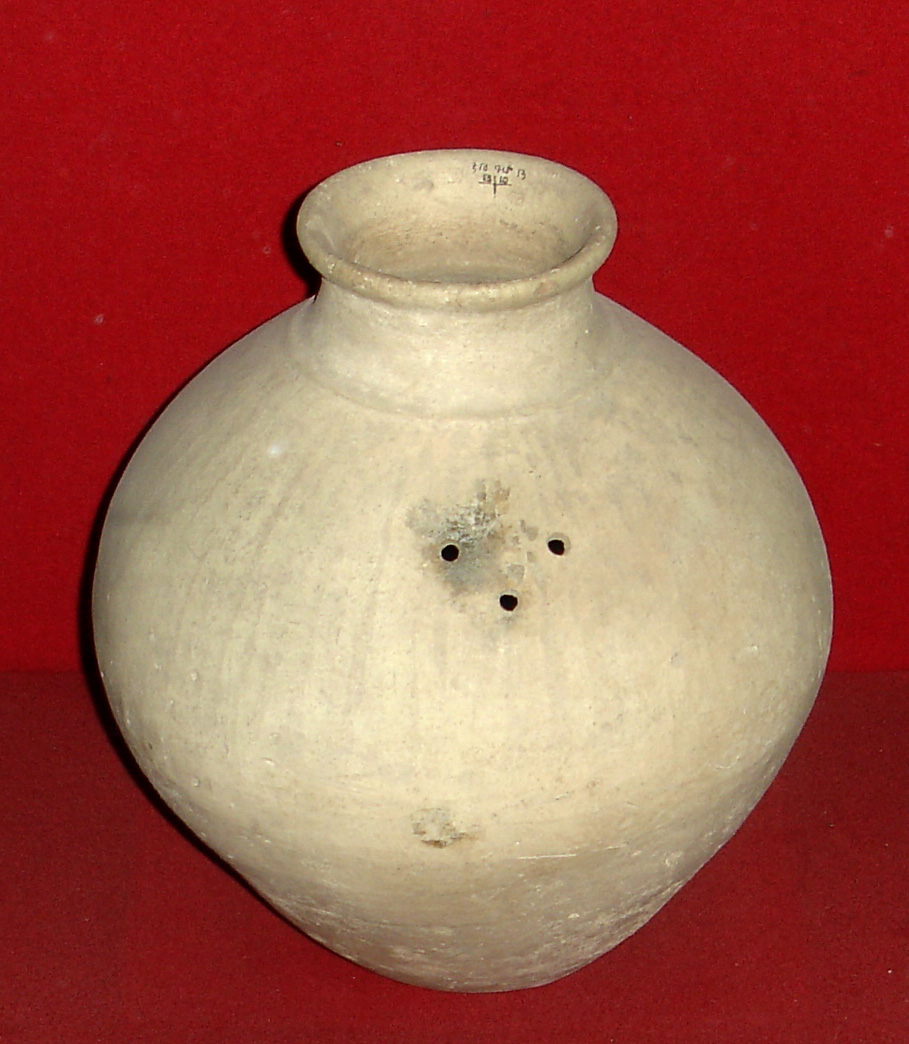
Urna z Karmir Blur (Muzeum „Erebuni” w Erywaniu). Na naczyniu widoczne są trzy otwory

Badacze nie wyróżniają żadnej formy pochówków, która byłaby charakterystyczna dla kultury Urartu. Obrzędy pogrzebowe były zróżnicowane. W obrębie jednego cmentarza znajdowały się zarówno prochy po kremacji, jak i zwykłe groby. Po spaleniu zwłok prochy umieszczano w urnie i zakopywano w ziemi. Niekiedy zamiast urny stosowano gliniany garnek z trzema otworami bądź złamane lub pęknięte naczynie gliniane. W niektórych miejscach pochówku zostały odkryte przedmioty należące do zmarłych: bransoletki, charakterystyczne dla Urartu pasy z brązu, złamana broń i uzdy. Najbardziej upowszechnioną formą pogrzebów w Urartu była kremacja. Stosowano ją przede wszystkim podczas chowania królów i dworzan. W jaskiniach Skały Wan na najniższym poziomie odkryto królewskie kolumbarium.
Różnorodność obrzędów pogrzebowych świadczy o wielokulturowości Urartu i braku inicjatywy ujednolicenia praktyk pogrzebowych ze strony władzy centralnej. Konstrukcja urartyjskich grobowców królewskich w Skale Wan była podobna do zastosowanej przy budowie grobowców jerozolimskich i frygijskich. Prawdopodobnie taki sposób budowy grobowców wywodzi się ze starożytnego Egiptu okresu wczesnodynastycznego.

### Inne znane magiczne rytuały Urartu
Nie zachowały się urartyjskie tabliczki gliniane z tekstami modlitw, zaklęć i opisów rytuałów religijnych. Przypuszcza się, że obrzędy magiczne charakterystyczne dla Mezopotamii, istniały również w Urartu. Do nich należała prawdopodobnie magia liczby trzy: potrójne powtórzenie słowa lub trzykrotne użycie formuły w opisach działań władcy adresowanych do Chaldiego. Znaczenie magiczne nadawano również niektórym przedmiotom: pieczęciom zwykłym i cylindrycznym, a także rozpowszechnionym w Urartu pasom z brązu, które według wierzeń miały moc ochronną. Ważną rolę w ceremoniałach religijnych odgrywało wino. Praktykowane było ofiarowanie go bóstwom i rytualne spożywanie. Gliniane i brązowe naczynia używane do uroczystych uczt były zdobione symbolami bóstw. Znalezione zostały kotły z brązu, które służyły do rytuałów składania ofiar Chaldiemu i Sziwiniemu. Zachowały się na nich ozdoby w kształcie głowy byka.

## Tolerancja religijna
Cechą charakterystyczną religii Urartu była tolerancja. Zunifikowana za czasów panowania Iszpuini religia państwowa wraz z poszerzeniem granic Urartu współistniała z wierzeniami podbitych obszarów. Królowie urartyjscy nie zabraniali obcych praktyk religijnych. Wznosili też świątynie na cześć miejscowych bóstw. W Erebuni Argiszti I zbudował przybytek bóstwa hetyckiego i luwijskiego dla przesiedleńców z krainy Hatti. Podczas wykopalisk na Karmir Blur zostały odkryte typowe dla epoki neolitycznej idole, które czczono także w okresie istnienia Urartu. Różnorodność obrządków pogrzebowych także świadczy o tolerancji religijnej.

## Dziedzictwo religii Urartu
Kultura urartyjska była podporządkowana władcy. Skupiała się głównie wokół kilku miast centralnych. Po zburzeniu tych miast urartyjskie dziedzictwo kulturowe zostało utracone. Wpływy cywilizacji Urartu na inne ludy były ograniczone. Z osiągnięć kultury urartyjskiej za pośrednictwem Medów korzystali Achemenidzi, którzy wprowadzili do swojej kultury niektóre symbole urartyjskie; na przykład uskrzydlona tarcza Faravahar stała się symbolem zoroastryzmu. Elementy religii urartyjskiej zostały przejęte przez starożytnych Ormian zamieszkałych na Wyżynie Armeńskiej po upadku Urartu. Wśród Ormian z okresu przedchrześcijańskiego został upowszechniony zoroastryzm, a niektóre wątki mitologiczne i święte miejsca zachowały swoje znaczenie sakralne w zmienionej nieco postaci. Na przykład urartyjska „brama boga” na skale obok Rusahinili, gdzie za czasów panowania Iszpuini wyryto spis bóstw urartyjskich, została przemianowana przez Ormian na „drzwi Mhera”. Nowa nazwa miała perską etymologię. Imię bohatera Mhera było etymologicznie powiązane z Mitrą. Ormiańska tradycja zachowała podanie o tym, jak ze skały regularnie wychodził Mher. W okresie istnienia Urartu czekano na wyjście Chaldiego. 
W literaturze naukowej pierwszej połowy XX wieku niejednokrotnie pojawiały się hipotezy na temat ludu Chaldów (καλδαιοι) wymienianego przez źródła antyczne. Przypuszczano, iż swoją nazwę Chaldowie wzięli od urartyjskiego Chaldiego. Pogląd ten został obalony po gruntownych badaniach lingwistycznych i historycznych.